# Municipis de Galícia

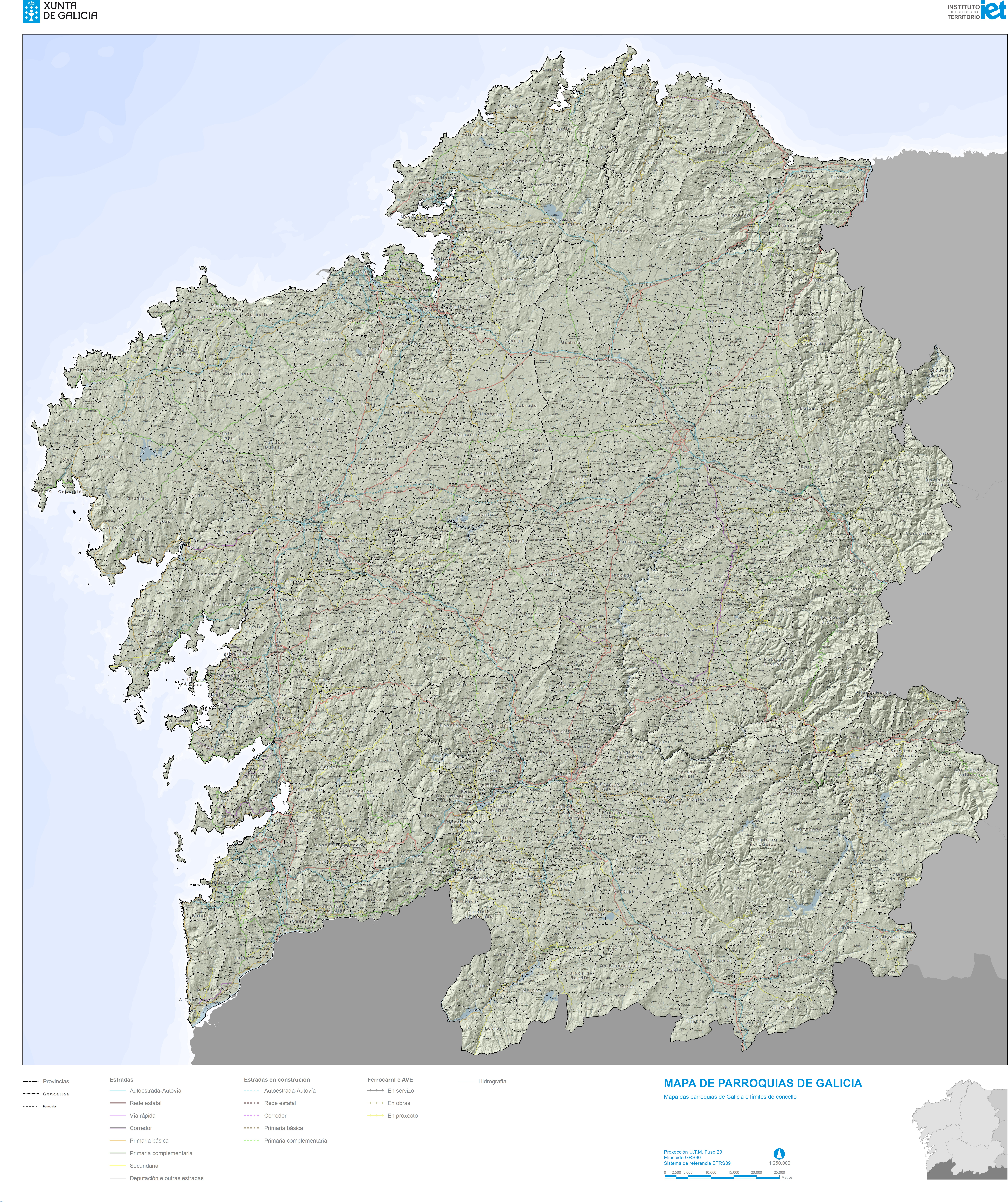
Mapa de les parròquies de Galícia i límits municipals.

A Galícia hi ha 313 municipis: 93 a la província de la Corunya, 67 a la de Lugo, 92 a la d'Ourense i 61 a la de Pontevedra. Des de 1989 estan associats a la Federació Gallega de Municipis i Províncies.
El municipi més poblat és el de Vigo amb 292.986 habitants i el menys poblat és Negueira de Muñiz amb 219 habitants l'any 2016. El municipi més gran és el de Fonsagrada amb una superfície de 438,4 km² i el més petit el de Mondariz-Balneario amb 2,3 km². La Corunya és el municipi amb la densitat de població més alta amb 6.449,32 hab/km² i Vilariño de Conso és el que té una densitat de població més baixa amb 2,92 hab/km² l'any 2016.

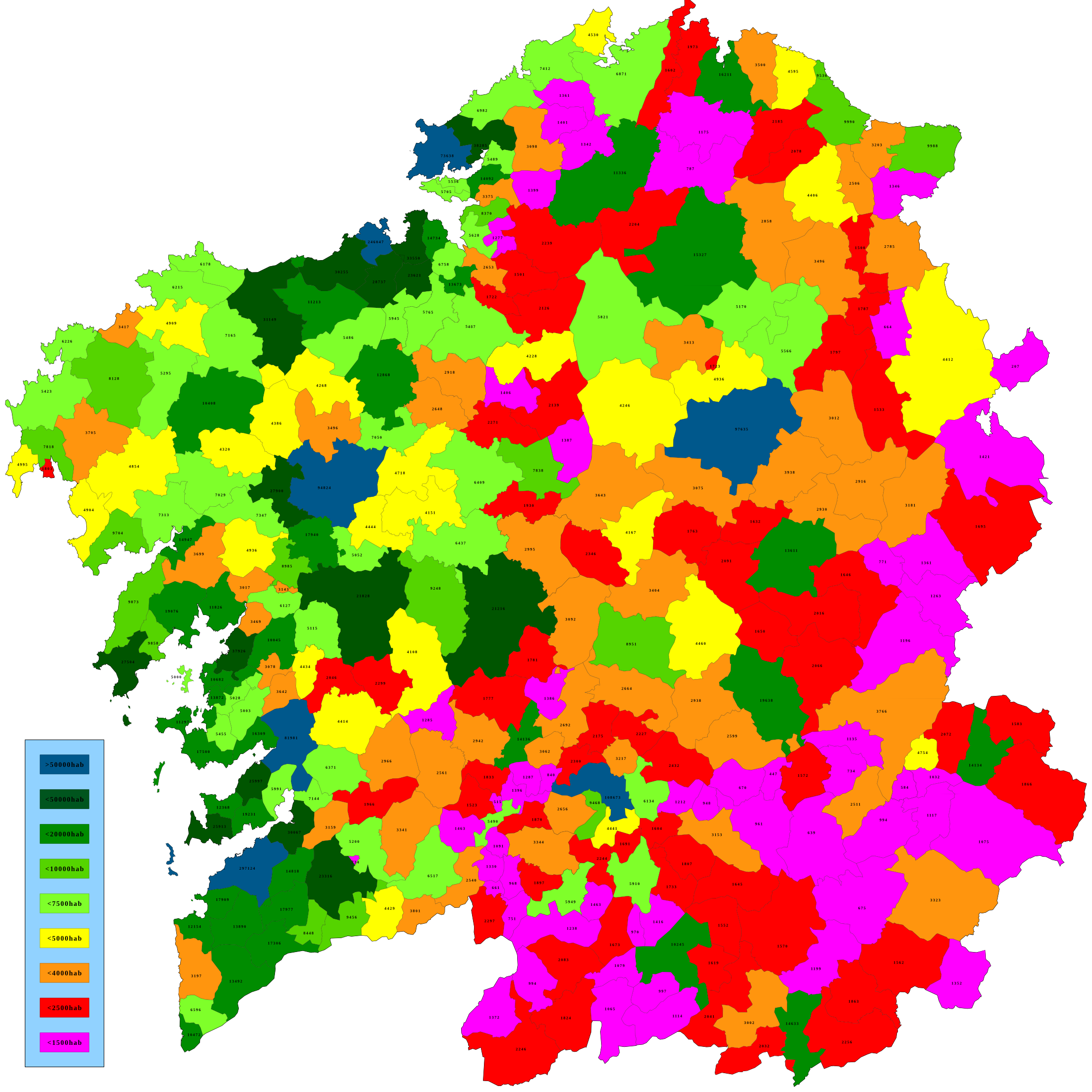
Mapa dels municipis de Galícia per població (cens del 2010).

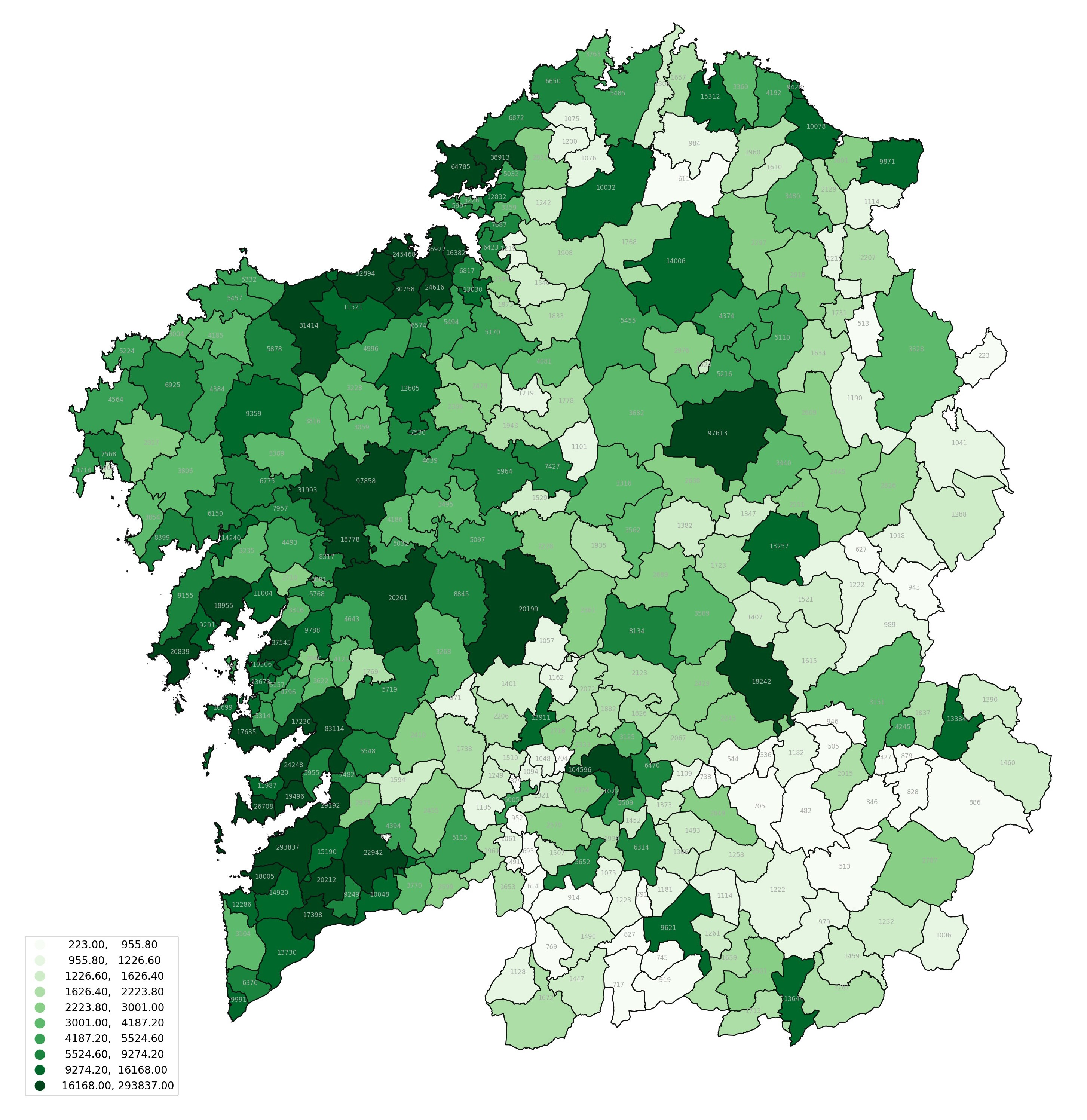
Mapa dels municipis de Galícia per població (cens de 2021).

## Història
En general, l'actual organització dels ajuntaments obeeix al projecte d'organització territorial d'Espanya de 1822, confirmat aleshores en la divisió territorial de 1833. Es va abandonar l'estructura de l'antic règim i es va adoptar el model francèsde províncies i ajuntaments.
Amb el temps, alguns pobles i ciutats s'annexionen a municipis veïns: Vigo absorbeix els municipis de Bouzas (1904), Teis i Lavadores (1941); La Corunya el municipi d'Oza l'any 1912; Ourense va absorbir Canedo el 1943; Santiago de Compostel·la s'annexionà Conxo (1925) i A Enfesta (1962); Pontevedra va absorbir Alba (1868), Salcedo i Mourente, Xeve (1944) i Ponte Sampaio (1960); Ferrol va incloure Serantes el 1940; Vilagarcía de Arousa va afegir O Carril i Vilaxoán el 1913; Celanova s'annexionà Vilanova dos Infantes (1927) i Acevedo do Río (1967), i el 1927 el municipi de Moreiras es va integrar al de Xinzo de Limia.
El 1836 el municipi de Rianxo absorbí els d'Asados i Taragoña. L'any 1837 s'uneixen a Tabeirós els municipis de Coutos de Vega i Oca, Viso, Codeseda i Vea i apareix el municipi de Cereixo, amb seu a Pernaviva, però el 1841 el municipi canvia de nom pel de a Estrada quan es trasllada la capital. L'any 1845 es van unir els ajuntaments de Conforto i Miranda, en el nou ajuntament de Vilaoudriz. L'any 1853 el consistori de Silleda va prendre aquest nom en traslladar-se a aquesta població com a capital de Chapa. Entre 1840 i 1874 el consell d'Incio va tenir la seva capital a Rendar, amb aquest nom. El 1904 el municipi de Setados esdevingué la capital de Neves
L'any 1916, un Reial Decret va provocar el canvi de nom de quinze municipis gallecs, per evitar l'homonímia amb d'altres de tot l'Estat espanyol. És el cas d'Oza (Oza dos Ríos), Paderne (Paderne de Allariz), Vilameá (Vilameá de Ramirás), Antas (Antas de Ulla), Campo (Campo Lameiro), Cea (San Cristovo de Cea), Malpica (Malpica de Bergantiños), Monforte (Monforte de Lemos), Salceda (Salceda de Caselas), Viana (Viana do Bolo), Acevedo (Acevedo do Río), Nogales (As Nogais), Salvaterra (Salvaterra de Miño), Vilamartín (Vilamartín de Valdeorras) i Vilanova dos Infantes (Vilanova).
El 1924 es va establir Mondariz-Balneario com a municipi propi, després d'independitzar-se de Mondariz. Fins al 1925 el municipi de Proba de Burón comprenia els actuals municipis de Fonsagrada i Negueira de Muñiz. En aquest mateix any, Pontecesures es va independitzar de Valga i Rábade es va separar de Begonte. L'any 1926 es va crear el municipi de Ramirás quan Freás de Eiras es va fusionar amb Vilameá de Ramirás.
El 1944 el municipi de Carbia va passar a denominar-se Vila de Cruces, quan la capital es va traslladar a aquest lloc, i el 1945 el municipi de Trasparga va passar a denominar-se Guitiriz. L'any 1950 el municipi de Vilameá va canviar el seu nom pel de Puente Nuevo, i es va fusionar el 1963 amb Vilaoudriz sota el nom de Pontenova. El 1952 Riobarba va passar a ser conegut com Vicedo i des del 1983 El Vicedo. El 1960 el municipi de Val do Dubra va prendre aquest nom quan la capital s'hi va traslladar des de Buxán. L'any 1974 Neira de Xusá va passar a anomenar-se Baralla.
El juliol de 1982 les parròquies de Goente, Bermui, Espiñaredo, San Pedro de Eume, Ribadeume, A Faeira i Seoane, van passar del terme de la Capela al de les Pontes de García Rodríguez.
L'any 1988 el municipi de Cariño es va separar d'Ortigueira, l'any 1995 Burela es va separar de Cervo i l'any 1997 l'Illa d'Arousa es va independitzar de Vilanova de Arousa. L'any 2012, els ajuntaments d'Oza dos Ríos i Cesuras van iniciar un procés de fusió, que va culminar el juny de 2013 amb la creació de l'ajuntament d'Oza-Cesuras. El 22 de setembre de 2016 es va crear el municipi de Cerdedo-Cotobade, format per la fusió dels municipis de Cerdedo i Cotobade.

## Llista de municipis
| Municipi                      | Habitants (2017) | Superfície (km²) | Capital                | Comarca                                 | Província  |
| Abadín                        | 2.490            | 196              | Abadín                 | A Terra Chá                             | Lugo       |
| Abegondo                      | 5.467            | 83,9             | San Marco              | A Coruña                                | A Coruña   |
| Agolada                       | 2.431            | 147,8            | Agolada                | O Deza                                  | Pontevedra |
| Alfoz                         | 1.782            | 77,5             | A Seara                | A Mariña Central                        | Lugo       |
| Allariz                       | 6.026            | 86               | Allariz                | Allariz - Maceda                        | Ourense    |
| Ames                          | 30.835           | 80               | Bertamiráns            | Santiago                                | A Coruña   |
| Amoeiro                       | 2.231            | 39,7             | Amoeiro                | Ourense                                 | Ourense    |
| Antas de Ulla                 | 2.059            | 103,6            | Antas de Ulla          | A Ulloa                                 | Lugo       |
| Aranga                        | 1.935            | 119,6            | Ponte Aranga           | Betanzos                                | A Coruña   |
| Arbo                          | 2.711            | 42,9             | Arbo                   | A Paradanta                             | Pontevedra |
| Ares                          | 5.658            | 18,3             | Ares                   | Ferrol                                  | A Coruña   |
| A Arnoia                      | 1.013            | 20,7             | Outeiro Cruz           | O Ribeiro                               | Ourense    |
| Arteixo                       | 31.534           | 93,4             | Arteixo                | A Coruña                                | A Coruña   |
| Arzúa                         | 6.123            | 155,4            | Arzúa                  | Arzúa                                   | A Coruña   |
| Avión                         | 1.860            | 120,5            | San Xusto              | O Ribeiro                               | Ourense    |
| Baiona                        | 12.169           | 34,5             | Baiona                 | Vigo                                    | Pontevedra |
| Baleira                       | 1.296            | 168,8            | O Cádavo               | A Fonsagrada                            | Lugo       |
| Baltar                        | 957              | 94               | Baltar                 | A Limia                                 | Ourense    |
| Bande                         | 1.618            | 99               | Bande                  | A Baixa Limia                           | Ourense    |
| A Baña                        | 3.541            | 98               | San Vicenzo            | A Barcala                               | A Coruña   |
| Baños de Molgas               | 1.623            | 67,6             | Baños de Molgas        | Allariz - Maceda                        | Ourense    |
| Baralla                       | 2.630            | 141,2            | Baralla                | Os Ancares                              | Lugo       |
| Barbadás                      | 10.791           | 30,2             | Barbadás               | Ourense                                 | Ourense    |
| O Barco de Valdeorras         | 13.581           | 85,7             | O Barco                | Valdeorras                              | Ourense    |
| Barreiros                     | 2.948            | 72,4             | San Cosme              | A Mariña Oriental                       | Lugo       |
| Barro                         | 3.699            | 37,6             | Santo Antoniño         | Pontevedra                              | Pontevedra |
| Beade                         | 411              | 6,4              | Beade                  | O Ribeiro                               | Ourense    |
| Beariz                        | 982              | 56               | Beariz                 | O Carballiño                            | Ourense    |
| Becerreá                      | 2.856            | 172,1            | Becerreá               | Os Ancares                              | Lugo       |
| Begonte                       | 3.071            | 126,8            | Begonte                | A Terra Chá                             | Lugo       |
| Bergondo                      | 6.623            | 32,7             | Carrio                 | A Coruña                                | A Coruña   |
| Betanzos                      | 12.941           | 24,2             | Betanzos               | Betanzos                                | A Coruña   |
| Os Blancos                    | 812              | 47,6             | Os Blancos             | A Limia                                 | Ourense    |
| Boborás                       | 2.375            | 87,8             | Boborás                | O Carballiño                            | Ourense    |
| Boimorto                      | 2.040            | 82,4             | Vilanova               | Arzúa                                   | A Coruña   |
| Boiro                         | 18.885           | 86,6             | Boiro                  | A Barbanza                              | A Coruña   |
| A Bola                        | 1.251            | 34,9             | Campo de Veiga         | A Terra de Celanova                     | Ourense    |
| O Bolo                        | 938              | 91,2             | O Bolo                 | Valdeorras                              | Ourense    |
| Boqueixón                     | 4.242            | 73,2             | O Forte                | Santiago                                | A Coruña   |
| Bóveda                        | 1.527            | 91,1             | Bóveda                 | Terra de Lemos                          | Lugo       |
| Brión                         | 7.699            | 74,9             | Pedrouzos              | Santiago                                | A Coruña   |
| Bueu                          | 12.145           | 30,8             | Bueu                   | O Morrazo                               | Pontevedra |
| Burela                        | 9.524            | 7,3              | Burela                 | A Mariña Central                        | Lugo       |
| Cabana de Bergantiños         | 4.347            | 99,8             | A Carballa             | Bergantiños                             | A Coruña   |
| Cabanas                       | 3.314            | 30,3             | Cabanas                | O Eume                                  | A Coruña   |
| Caldas de Reis                | 9.825            | 68,2             | Caldas de Reis         | Caldas                                  | Pontevedra |
| Calvos de Randín              | 818              | 97,7             | Calvos                 | A Limia                                 | Ourense    |
| Camariñas                     | 5.419            | 51,9             | Camariñas              | A Terra de Soneira                      | A Coruña   |
| Cambados                      | 13.900           | 23,4             | Cambados               | O Salnés                                | Pontevedra |
| Cambre                        | 24.348           | 40,7             | Cambre                 | A Coruña                                | A Coruña   |
| Campo Lameiro                 | 1.867            | 63,8             | A Lagoa                | Pontevedra                              | Pontevedra |
| Cangas                        | 26.490           | 38,1             | Cangas                 | O Morrazo                               | Pontevedra |
| A Cañiza                      | 5.233            | 108,1            | A Cañiza               | A Paradanta                             | Pontevedra |
| A Capela                      | 1.247            | 58               | As Neves               | O Eume                                  | A Coruña   |
| Carballeda de Avia            | 1.356            | 47               | Carballeda de Avia     | O Ribeiro                               | Ourense    |
| Carballeda de Valdeorras      | 1.623            | 222,7            | Sobradelo              | Valdeorras                              | Ourense    |
| Carballedo                    | 2.266            | 138,8            | A Barrela              | Chantada                                | Lugo       |
| O Carballiño                  | 13.854           | 54,4             | O Carballiño           | O Carballiño                            | Ourense    |
| Carballo                      | 31.195           | 186,8            | Carballo               | Bergantiños                             | A Coruña   |
| Cariño                        | 4.004            | 46,8             | Cariño                 | Ortegal                                 | A Coruña   |
| Carnota                       | 4.060            | 70,9             | Carnota                | Muros                                   | A Coruña   |
| Carral                        | 6.237            | 48               | Carral                 | A Coruña                                | A Coruña   |
| Cartelle                      | 2.683            | 94,3             | Outomuro               | A Terra de Celanova                     | Ourense    |
| Castrelo de Miño              | 1.445            | 39,7             | Barral                 | O Ribeiro                               | Ourense    |
| Castrelo do Val               | 1.028            | 122              | Castrelo do Val        | Verín                                   | Ourense    |
| Castro Caldelas               | 1.298            | 87,6             | O Castro de Caldelas   | A Terra de Caldelas                     | Ourense    |
| Castro de Rei                 | 5.013            | 177              | Castro de Rei          | A Terra Chá                             | Lugo       |
| Castroverde                   | 2.676            | 174,2            | Castroverde            | Lugo                                    | Lugo       |
| Catoira                       | 3.337            | 29,4             | Catoira                | Caldas                                  | Pontevedra |
| Cedeira                       | 6.888            | 85,4             | Cedeira                | Ferrol                                  | A Coruña   |
| Cee                           | 7.539            | 57,5             | Cee                    | Fisterra                                | A Coruña   |
| Celanova                      | 5.455            | 67,3             | Celanova               | A Terra de Celanova                     | Ourense    |
| Cenlle                        | 1.176            | 29               | Cenlle                 | O Ribeiro                               | Ourense    |
| Cerceda                       | 4.992            | 110,9            | Cerceda                | Ordes                                   | A Coruña   |
| Cerdedo-Cotobade              | 6.107            | 214,5            | A Chan                 | Pontevedra - Tabeirós - Terra de Montes | Pontevedra |
| Cerdido                       | 1.170            | 52,7             | As Felgosas            | Ortegal                                 | A Coruña   |
| Cervantes                     | 1.423            | 277,6            | San Román              | Os Ancares                              | Lugo       |
| Cervo                         | 4.274            | 78,3             | Cervo                  | A Mariña Occidental                     | Lugo       |
| Chandrexa de Queixa           | 494              | 171,8            | Celeiros               | A Terra de Trives                       | Ourense    |
| Chantada                      | 8.371            | 176,7            | Chantada               | Chantada                                | Lugo       |
| Coirós                        | 1.801            | 33,9             | Coirós                 | Betanzos                                | A Coruña   |
| Coles                         | 3.077            | 38,1             | Vilarchao              | Ourense                                 | Ourense    |
| Corcubión                     | 1.592            | 6,5              | Corcubión              | Fisterra                                | A Coruña   |
| O Corgo                       | 3.523            | 157,3            | O Corgo                | Lugo                                    | Lugo       |
| Coristanco                    | 6.313            | 141,1            | San Roque              | Bergantiños                             | A Coruña   |
| Cortegada                     | 1.125            | 26,9             | Cortegada              | O Ribeiro                               | Ourense    |
| A Coruña                      | 244.099          | 37,83            | A Coruña               | A Coruña                                | A Coruña   |
| Cospeito                      | 4.665            | 144,8            | A Feira do Monte       | A Terra Chá                             | Lugo       |
| Covelo                        | 2.505            | 125,3            | Santiago de Covelo     | A Paradanta                             | Pontevedra |
| Crecente                      | 2.082            | 57,5             | Crecente               | A Paradanta                             | Pontevedra |
| Cualedro                      | 1.721            | 117,6            | Cualedro               | Verín                                   | Ourense    |
| Culleredo                     | 29.982           | 62,3             | Tarrío                 | A Coruña                                | A Coruña   |
| Cuntis                        | 4.750            | 79,8             | Cuntis                 | Caldas                                  | Pontevedra |
| Curtis                        | 3.968            | 116,6            | Teixeiro               | Betanzos                                | A Coruña   |
| Dodro                         | 2.832            | 36,1             | Tallós                 | O Sar                                   | A Coruña   |
| Dozón                         | 1.179            | 74,2             | O Castro               | O Deza                                  | Pontevedra |
| Dumbría                       | 3.053            | 124,7            | Dumbría                | Fisterra                                | A Coruña   |
| Entrimo                       | 1.184            | 85,4             | A Terrachá             | A Baixa Limia                           | Ourense    |
| Esgos                         | 1.154            | 37,8             | Esgos                  | Ourense                                 | Ourense    |
| A Estrada                     | 20.700           | 281,8            | A Estrada              | Tabeirós - Terra de Montes              | Pontevedra |
| Fene                          | 13.110           | 26,3             | Fene                   | Ferrol                                  | A Coruña   |
| Ferrol                        | 67.569           | 82,6             | Ferrol                 | Ferrol                                  | A Coruña   |
| Fisterra                      | 4.734            | 29,4             | Fisterra               | Fisterra                                | A Coruña   |
| Folgoso do Courel             | 1.025            | 192,8            | Folgoso do Courel      | Quiroga                                 | Lugo       |
| A Fonsagrada                  | 3.670            | 438,4            | A Fonsagrada           | A Fonsagrada                            | Lugo       |
| Forcarei                      | 3.523            | 168,4            | Forcarei               | Tabeirós - Terra de Montes              | Pontevedra |
| Fornelos de Montes            | 1.694            | 83,1             | Fornelos de Montes     | Vigo                                    | Pontevedra |
| Foz                           | 9.931            | 100,3            | Foz                    | A Mariña Central                        | Lugo       |
| Frades                        | 2.422            | 81,7             | Cimadevila             | Ordes                                   | A Coruña   |
| Friol                         | 3.842            | 292,3            | Friol                  | Lugo                                    | Lugo       |
| Gomesende                     | 778              | 28,3             | Sobrado                | A Terra de Celanova                     | Ourense    |
| Gondomar                      | 14.233           | 74,5             | Gondomar               | Vigo                                    | Pontevedra |
| O Grove                       | 10.746           | 21,9             | O Grove                | O Salnés                                | Pontevedra |
| A Guarda                      | 10.051           | 20,5             | A Guarda               | O Baixo Miño                            | Pontevedra |
| A Gudiña                      | 1.360            | 171,4            | A Gudiña               | Viana                                   | Ourense    |
| Guitiriz                      | 5.512            | 293,7            | Guitiriz               | A Terra Chá                             | Lugo       |
| Guntín                        | 2.780            | 154,8            | Guntín de Pallares     | Lugo                                    | Lugo       |
| A Illa de Arousa              | 4.968            | 7                | Arousa                 | O Salnés                                | Pontevedra |
| O Incio                       | 1.667            | 146,2            | A Cruz do Incio        | Sarria                                  | Lugo       |
| O Irixo                       | 1.519            | 121              | O Irixo                | O Carballiño                            | Ourense    |
| Irixoa                        | 1.361            | 68,6             | O Pazo de Irixoa       | Betanzos                                | A Coruña   |
| Lalín                         | 20.075           | 326,8            | Lalín                  | O Deza                                  | Pontevedra |
| A Lama                        | 2.478            | 111,8            | A Lama                 | Pontevedra                              | Pontevedra |
| Láncara                       | 2.696            | 121,7            | A Pobra de San Xiao    | Sarria                                  | Lugo       |
| A Laracha                     | 11.281           | 125,8            | A Laracha              | Bergantiños                             | A Coruña   |
| Larouco                       | 472              | 23,7             | Larouco                | Valdeorras                              | Ourense    |
| Laxe                          | 3.090            | 36,9             | Laxe                   | Bergantiños                             | A Coruña   |
| Laza                          | 1.331            | 215,9            | Laza                   | Verín                                   | Ourense    |
| Leiro                         | 1.601            | 38,3             | Leiro                  | O Ribeiro                               | Ourense    |
| Lobeira                       | 825              | 68,9             | A Vila                 | A Baixa Limia                           | Ourense    |
| Lobios                        | 1.795            | 168,4            | Fondevila              | A Baixa Limia                           | Ourense    |
| Lourenzá                      | 2.224            | 62,6             | Lourenzá               | A Mariña Central                        | Lugo       |
| Lousame                       | 3.447            | 93,6             | Portobravo             | Noia                                    | A Coruña   |
| Lugo                          | 97.995           | 329,78           | Lugo                   | Lugo                                    | Lugo       |
| Maceda                        | 2.924            | 101,9            | Maceda                 | Allariz - Maceda                        | Ourense    |
| Malpica de Bergantiños        | 5.518            | 61,4             | Malpica                | Bergantiños                             | A Coruña   |
| Manzaneda                     | 906              | 114,6            | Manzaneda              | A Terra de Trives                       | Ourense    |
| Mañón                         | 1.391            | 82,2             | Caión                  | Ortegal                                 | A Coruña   |
| Marín                         | 24.637           | 36,7             | Marín                  | O Morrazo                               | Pontevedra |
| Maside                        | 2.797            | 40               | Maside                 | O Carballiño                            | Ourense    |
| Mazaricos                     | 4.014            | 187,3            | A Picota               | O Xallas                                | A Coruña   |
| Meaño                         | 5.318            | 27,8             | As Covas               | O Salnés                                | Pontevedra |
| Meira                         | 1.726            | 46,5             | Meira                  | Meira                                   | Lugo       |
| Meis                          | 4.788            | 52,4             | O Mosteiro             | O Salnés                                | Pontevedra |
| Melide                        | 7.503            | 101,3            | Melide                 | A Terra de Melide                       | A Coruña   |
| Melón                         | 1.254            | 53,4             | Melón                  | O Ribeiro                               | Ourense    |
| A Merca                       | 1.924            | 51               | Merca                  | A Terra de Celanova                     | Ourense    |
| Mesía                         | 2.637            | 106,8            | A Pobra                | Ordes                                   | A Coruña   |
| A Mezquita                    | 1.034            | 104,3            | A Mezquita             | Viana                                   | Ourense    |
| Miño                          | 5.905            | 33               | A Carreira             | Betanzos                                | A Coruña   |
| Moaña                         | 19.439           | 35,1             | Moaña                  | O Morrazo                               | Pontevedra |
| Moeche                        | 1.230            | 48,5             | San Ramón              | Ferrol                                  | A Coruña   |
| Mondariz                      | 4.548            | 85,1             | Mondariz               | O Condado                               | Pontevedra |
| Mondariz-Balneario            | 627              | 2,3              | Mondariz-Balneario     | O Condado                               | Pontevedra |
| Mondoñedo                     | 3.722            | 142,7            | Mondoñedo              | A Mariña Central                        | Lugo       |
| Monfero                       | 1.985            | 171,7            | Rebordelo              | O Eume                                  | A Coruña   |
| Monforte de Lemos             | 18.783           | 199,5            |                        | Terra de Lemos                          | Lugo       |
| Montederramo                  | 760              | 135,6            |                        | A Terra de Caldelas                     | Ourense    |
| Monterrei                     | 2.655            | 119,1            | Monterrei              | Verín                                   | Ourense    |
| Monterroso                    | 3.678            | 114,6            | Monterroso             | A Ulloa                                 | Lugo       |
| Moraña                        | 4.246            | 41,3             | Santa Lucía de Moraña  | Caldas                                  | Pontevedra |
| Mos                           | 15.132           | 53,2             | Reguengo               | Vigo                                    | Pontevedra |
| Mugardos                      | 5.303            | 12,8             | Mugardos               | Ferrol                                  | A Coruña   |
| Muíños                        | 1.514            | 109,7            | Mugueimes              | A Baixa Limia                           | Ourense    |
| Muras                         | 648              | 163,8            | Muras                  | A Terra Chá                             | Lugo       |
| Muros                         | 8.792            | 72,9             | Muros                  | Muros                                   | A Coruña   |
| Muxía                         | 4.852            | 121,3            | Muxía                  | Fisterra                                | A Coruña   |
| Narón                         | 39.280           | 67               | Narón                  | Ferrol                                  | A Coruña   |
| Navia de Suarna               | 1.140            | 242,6            | A Proba                | Os Ancares                              | Lugo       |
| Neda                          | 5.165            | 23,8             | Neda                   | Ferrol                                  | A Coruña   |
| Negreira                      | 6.883            | 115,1            | Negreira               | A Barcala                               | A Coruña   |
| Negueira de Muñiz             | 219              | 72,3             | Negueira               | A Fonsagrada                            | Lugo       |
| As Neves                      | 3.968            | 65,5             | As Neves               | O Condado                               | Pontevedra |
| Nigrán                        | 17.622           | 34,8             | Nigrán[4]              | Vigo                                    | Pontevedra |
| As Nogais                     | 1.146            | 110,3            | As Nogais              | Os Ancares                              | Lugo       |
| Nogueira de Ramuín            | 2.033            | 98,3             | Luíntra                | Ourense                                 | Ourense    |
| Noia                          | 14.295           | 37,2             | Noia                   | Noia                                    | A Coruña   |
| Oia                           | 3.004            | 83,3             | O Arrabal              | O Baixo Miño                            | Pontevedra |
| Oímbra                        | 1.818            | 71,9             |                        | Verín                                   | Ourense    |
| Oleiros                       | 35.198           | 43,8             |                        | A Coruña                                | A Coruña   |
| Ordes                         | 12.580           | 157,3            |                        | Ordes                                   | A Coruña   |
| Oroso                         | 7.452            | 72,1             | Sigüeiro               | Ordes                                   | A Coruña   |
| Ortigueira                    | 5.966            | 210              |                        | Ortegal                                 | A Coruña   |
| Ourense                       | 105.636          | 84,5             | Ourense                | Ourense                                 | Ourense    |
| Ourol                         | 1.016            | 142,1            |                        | A Mariña Occidental                     | Lugo       |
| Outeiro de Rei                | 5.063            | 134,2            |                        | Lugo                                    | Lugo       |
| Outes                         | 6.514            | 99,7             | A Serra de Outes       | Noia                                    | A Coruña   |
| Oza-Cesuras                   | 5.133            | 151,8            | Oza                    | Betanzos                                | A Coruña   |
| Paderne                       | 2.441            | 39,8             | O Consistorio          | Betanzos                                | A Coruña   |
| Paderne de Allariz            | 1.414            | 38,8             |                        | Allariz - Maceda                        | Ourense    |
| Padrenda                      | 1.838            | 57               |                        | A Terra de Celanova                     | Ourense    |
| Padrón                        | 8.463            | 48,4             |                        | O Sar                                   | A Coruña   |
| Palas de Rei                  | 3.489            | 199,7            |                        | A Ulloa                                 | Lugo       |
| Pantón                        | 2.565            | 143,2            | O Castro de Ferreira   | Terra de Lemos                          | Lugo       |
| Parada de Sil                 | 593              | 62,4             |                        | A Terra de Caldelas                     | Ourense    |
| Paradela                      | 1.851            | 121,1            |                        | Sarria                                  | Lugo       |
| O Páramo                      | 1.420            | 74,8             | O Campo da Feira       | Sarria                                  | Lugo       |
| A Pastoriza                   | 3.133            | 175              |                        | A Terra Chá                             | Lugo       |
| Pazos de Borbén               | 2.991            | 50               | Pazos                  | Vigo                                    | Pontevedra |
| Pedrafita do Cebreiro         | 1.070            | 104,9            |                        | Os Ancares                              | Lugo       |
| O Pereiro de Aguiar           | 6.228            | 60,9             |                        | Ourense                                 | Ourense    |
| A Peroxa                      | 1.902            | 54,5             |                        | Ourense                                 | Ourense    |
| Petín                         | 921              | 30,5             |                        | Valdeorras                              | Ourense    |
| O Pino                        | 4.644            | 131,9            |                        | Arzúa                                   | A Coruña   |
| Piñor                         | 1.172            | 52,7             |                        | O Carballiño                            | Ourense    |
| A Pobra de Trives             | 2.150            | 84,2             |                        | A Terra de Trives                       | Ourense    |
| A Pobra do Brollón            | 1.709            | 176,7            |                        | Terra de Lemos                          | Lugo       |
| A Pobra do Caramiñal          | 9.440            | 32,4             |                        | A Barbanza                              | A Coruña   |
| Poio                          | 16.871           | 33,9             |                        | Pontevedra                              | Pontevedra |
| Pol                           | 1.663            | 125,9            |                        | Meira                                   | Lugo       |
| Ponte Caldelas                | 5.562            | 87               |                        | Pontevedra                              | Pontevedra |
| Ponteareas                    | 22.893           | 125,6            | Ponteareas             | O Condado                               | Pontevedra |
| Ponteceso                     | 5.613            | 91,9             |                        | Bergantiños                             | A Coruña   |
| Pontecesures                  | 3.037            | 6,7              |                        | Caldas                                  | Pontevedra |
| Pontedeume                    | 7.937            | 29,3             |                        | O Eume                                  | A Coruña   |
| Pontedeva                     | 570              | 9,9              |                        | A Terra de Celanova                     | Ourense    |
| A Pontenova                   | 2.330            | 135,8            |                        | A Mariña Oriental                       | Lugo       |
| As Pontes de García Rodríguez | 10.324           | 249,4            |                        | O Eume                                  | A Coruña   |
| Pontevedra                    | 82.671           | 118,3            | Pontevedra             | Pontevedra                              | Pontevedra |
| Porqueira                     | 848              | 43,4             |                        | A Limia                                 | Ourense    |
| O Porriño                     | 19.600           | 61,2             | O Porriño              | Vigo                                    | Pontevedra |
| Portas                        | 3.016            | 22,6             |                        | Caldas                                  | Pontevedra |
| Porto do Son                  | 9.271            | 94,6             |                        | Noia                                    | A Coruña   |
| Portomarín                    | 1.508            | 115,1            |                        | Lugo                                    | Lugo       |
| Punxín                        | 713              | 17,1             |                        | O Carballiño                            | Ourense    |
| Quintela de Leirado           | 615              | 31,3             |                        | A Terra de Celanova                     | Ourense    |
| Quiroga                       | 3.328            | 317,4            |                        | Quiroga                                 | Lugo       |
| Rábade                        | 1.519            | 5,2              |                        | Lugo                                    | Lugo       |
| Rairiz de Veiga               | 1.330            | 72,4             |                        | A Limia                                 | Ourense    |
| Ramirás                       | 1.550            | 40,7             | O Picouto              | A Terra de Celanova                     | Ourense    |
| Redondela                     | 29.392           | 52,1             | Redondela              | Vigo                                    | Pontevedra |
| Rianxo                        | 11.188           | 58,8             |                        | A Barbanza                              | A Coruña   |
| Ribadavia                     | 5.095            | 25,2             |                        | O Ribeiro                               | Ourense    |
| Ribadeo                       | 9.962            | 108,9            |                        | A Mariña Oriental                       | Lugo       |
| Ribadumia                     | 5.081            | 19,7             | Barrantes              | O Salnés                                | Pontevedra |
| Ribas de Sil                  | 980              | 67,8             |                        | Quiroga                                 | Lugo       |
| Ribeira                       | 27.159           | 69               |                        | A Barbanza                              | A Coruña   |
| Ribeira de Piquín             | 554              | 73               | O Chao de Pousadoiro   | Meira                                   | Lugo       |
| Riós                          | 1.609            | 114,4            |                        | Verín                                   | Ourense    |
| Riotorto                      | 1.288            | 66,3             | As Rodrigas            | Meira                                   | Lugo       |
| Rodeiro                       | 2.567            | 154,9            |                        | O Deza                                  | Pontevedra |
| Rois                          | 4.627            | 92,8             | Samil                  | O Sar                                   | A Coruña   |
| O Rosal                       | 6.328            | 44,1             |                        | O Baixo Miño                            | Pontevedra |
| A Rúa                         | 4.459            | 35,9             |                        | Valdeorras                              | Ourense    |
| Rubiá                         | 1.462            | 100,7            |                        | Valdeorras                              | Ourense    |
| Sada                          | 15.242           | 27,4             |                        | A Coruña                                | A Coruña   |
| Salceda de Caselas            | 9.017            | 35,9             |                        | Vigo                                    | Pontevedra |
| Salvaterra de Miño            | 9.657            | 62,5             |                        | O Condado                               | Pontevedra |
| Samos                         | 1.343            | 136,6            |                        | Sarria                                  | Lugo       |
| San Amaro                     | 1.112            | 28,9             |                        | O Carballiño                            | Ourense    |
| San Cibrao das Viñas          | 5.184            | 39,5             |                        | Ourense                                 | Ourense    |
| San Cristovo de Cea           | 2.241            | 93,9             |                        | O Carballiño                            | Ourense    |
| San Sadurniño                 | 2.877            | 99,7             |                        | Ferrol                                  | A Coruña   |
| San Xoán de Río               | 561              | 61,1             |                        | A Terra de Trives                       | Ourense    |
| Sandiás                       | 1.261            | 52,8             |                        | A Limia                                 | Ourense    |
| Santa Comba                   | 9.477            | 203,7            |                        | O Xallas                                | A Coruña   |
| Santiago de Compostela        | 96.456           | 220,6            | Santiago de Compostela | Santiago                                | A Coruña   |
| Santiso                       | 1.630            | 67,4             |                        | A Terra de Melide                       | A Coruña   |
| Sanxenxo                      | 17.241           | 45,1             |                        | O Salnés                                | Pontevedra |
| Sarreaus                      | 1.220            | 77,3             |                        | A Limia                                 | Ourense    |
| Sarria                        | 13.359           | 184,6            |                        | Sarria                                  | Lugo       |
| O Saviñao                     | 3.832            | 196,6            | Escairón               | Terra de Lemos                          | Lugo       |
| Silleda                       | 8.669            | 168              |                        | O Deza                                  | Pontevedra |
| Sober                         | 2.338            | 133,3            |                        | Terra de Lemos                          | Lugo       |
| Sobrado                       | 1.847            | 120,6            | Sobrado                | A Terra de Melide                       | A Coruña   |
| As Somozas                    | 1.128            | 70,9             | A Igrexa               | Ferrol                                  | A Coruña   |
| Soutomaior                    | 7.242            | 25               |                        | Vigo                                    | Pontevedra |
| Taboada                       | 2.862            | 146,7            |                        | Chantada                                | Lugo       |
| Taboadela                     | 1.458            | 25,2             |                        | Ourense                                 | Ourense    |
| A Teixeira                    | 339              | 27,6             |                        | A Terra de Caldelas                     | Ourense    |
| Teo                           | 18.478           | 79,3             | A Ramallosa            | Santiago                                | A Coruña   |
| Toén                          | 2.377            | 58,3             |                        | Ourense                                 | Ourense    |
| Tomiño                        | 13.585           | 106,6            | O Seixo                | O Baixo Miño                            | Pontevedra |
| Toques                        | 1.173            | 77,9             |                        | A Terra de Melide                       | A Coruña   |
| Tordoia                       | 3.433            | 124,5            |                        | Ordes                                   | A Coruña   |
| Touro                         | 3.693            | 115,3            |                        | Arzúa                                   | A Coruña   |
| Trabada                       | 1.117            | 82,7             |                        | A Mariña Oriental                       | Lugo       |
| Trasmiras                     | 1.327            | 56,7             |                        | A Limia                                 | Ourense    |
| Trazo                         | 3.186            | 101,4            |                        | Ordes                                   | A Coruña   |
| Triacastela                   | 658              | 51,2             |                        | Sarria                                  | Lugo       |
| Tui                           | 16.860           | 68,3             |                        | O Baixo Miño                            | Pontevedra |
| Val do Dubra                  | 3.931            | 108,7            | Bembibre               | Santiago                                | A Coruña   |
| O Valadouro                   | 2.002            | 110,5            |                        | A Mariña Central                        | Lugo       |
| Valdoviño                     | 6.594            | 88,2             |                        | Ferrol                                  | A Coruña   |
| Valga                         | 5.986            | 40,6             |                        | Caldas                                  | Pontevedra |
| Vedra                         | 5.051            | 52,8             |                        | Santiago                                | A Coruña   |
| A Veiga                       | 907              | 290,5            |                        | Valdeorras                              | Ourense    |
| Verea                         | 956              | 94,2             |                        | A Terra de Celanova                     | Ourense    |
| Verín                         | 13.889           | 94,1             | Verín                  | Verín                                   | Ourense    |
| Viana do Bolo                 | 2.964            | 270,4            |                        | Viana                                   | Ourense    |
| O Vicedo                      | 1.747            | 76               |                        | A Mariña Occidental                     | Lugo       |
| Vigo                          | 292.986          | 109,1            | Vigo                   | Vigo                                    | Pontevedra |
| Vila de Cruces                | 5.389            | 155              | Vila de Cruces         | O Deza                                  | Pontevedra |
| Vilaboa                       | 6.023            | 36,9             | O Toural               | Pontevedra                              | Pontevedra |
| Vilagarcía de Arousa          | 37.479           | 44,2             | Vilagarcía de Arousa   | O Salnés                                | Pontevedra |
| Vilalba                       | 14.354           | 379              | Vilalba                | A Terra Chá                             | Lugo       |
| Vilamarín                     | 1.940            | 56,1             | Vilamarín              | Ourense                                 | Ourense    |
| Vilamartín de Valdeorras      | 1.771            | 88,3             |                        | Valdeorras                              | Ourense    |
| Vilanova de Arousa            | 10.361           | 33,7             |                        | O Salnés                                | Pontevedra |
| Vilar de Barrio               | 1.360            | 106,7            |                        | A Limia                                 | Ourense    |
| Vilar de Santos               | 850              | 20,7             |                        | A Limia                                 | Ourense    |
| Vilardevós                    | 1.971            | 152,1            |                        | Verín                                   | Ourense    |
| Vilariño de Conso             | 558              | 200,2            |                        | Viana                                   | Ourense    |
| Vilarmaior                    | 1.249            | 30,3             |                        | Betanzos                                | A Coruña   |
| Vilasantar                    | 1.241            | 59,2             | Ru                     | Betanzos                                | A Coruña   |
| Vimianzo                      | 7.270            | 187,4            |                        | A Terra de Soneira                      | A Coruña   |
| Viveiro                       | 15.550           | 109,3            |                        | A Mariña Occidental                     | Lugo       |
| Xermade                       | 1.884            | 166,6            |                        | A Terra Chá                             | Lugo       |
| Xinzo de Limia                | 9.875            | 132,7            |                        | A Limia                                 | Ourense    |
| Xove                          | 3.342            | 89,1             |                        | A Mariña Occidental                     | Lugo       |
| Xunqueira de Ambía            | 1.438            | 60,2             |                        | Allariz - Maceda                        | Ourense    |
| Xunqueira de Espadanedo       | 756              | 27,6             |                        | Allariz - Maceda                        | Ourense    |
| Zas                           | 4.671            | 133,2            |                        | A Terra de Soneira                      | A Coruña   |

## Llistes de municipis per província
- Llista de municipis de la Corunya

- Llista de municipis de Lugo

- Llista de municipis d'Ourense

- Llista de municipis de Pontevedra